# Jahir Barraza
Jahir Alejandro Barraza Flores (ur. 17 września 1990 w Delicias) – meksykański piłkarz występujący na pozycji napastnika, obecnie zawodnik Atlasu.

## Kariera klubowa
Barraza pochodzi z miasta Delicias i jest wychowankiem tamtejszego klubu Vencedores de Delicias, w którego barwach przez rok z sukcesami występował w czwartej lidze meksykańskiej – Tercera División. Dzięki swoim udanym występom, w wieku osiemnastu lat, przeniósł się do uważanej za czołową w kraju akademię juniorską zespołu Club Atlas z miasta Guadalajara. Przez kolejne cztery lata występował w trzecioligowych (FC Atlas) i drugoligowych (Académicos de Guadalajara) rezerwach, po czym został włączony do pierwszej drużyny przez szkoleniowca Benjamína Galindo. W meksykańskiej Primera División zadebiutował 16 kwietnia 2011 w wygranym 2:1 spotkaniu z Pachucą, zaś już osiem dni później, w wygranej 2:0 konfrontacji z Jaguares, strzelił premierowego gola w najwyższej klasie rozgrywkowej. W jesiennym sezonie Apertura 2013 dotarł z Atlasem do finału pucharu Meksyku – Copa MX, z sześcioma golami na koncie zostając królem strzelców tych rozgrywek, lecz przez cały pobyt w tym klubie pełnił niemal wyłącznie rolę rezerwowego.
Wiosną 2015 Barraza udał się na półroczne wypożyczenie do niżej notowanego rywala zza miedzy – Universidadu de Guadalajara. Tam również nie potrafił sobie jednak wywalczyć miejsca w formacji ofensywnej, nie strzelił żadnego gola, a na koniec rozgrywek 2014/2015 spadł z Universidadem do drugiej ligi. Bezpośrednio po tym został wypożyczony po raz kolejny – tym razem do drugoligowej ekipy Club Necaxa z siedzibą w Aguascalientes. Tam spędził udany rok – w wiosennym sezonie Clausura 2016 triumfował w Ascenso MX, co na koniec rozgrywek 2015/2016 zaowocowało awansem na pierwszy szczebel rozgrywek, a sam stworzył w Necaxie skuteczny duet napastników z Rodrigo Prieto.
| Sezon     | Klub                       | Kraj   | Rozgrywki        | Mecze | Bramki |
| --------- | -------------------------- | ------ | ---------------- | ----- | ------ |
| 2007/2008 | Vencedores de Delicias     | Meksyk | Tercera División | 21    | 19     |
| 2008/2009 | Académicos de Guadalajara  | Meksyk | Ascenso MX       | 4     | 0      |
| 2008/2009 | FC Atlas                   | Meksyk | Segunda División | 12    | 3      |
| 2009/2010 | FC Atlas                   | Meksyk | Segunda División | 18    | 14     |
| 2010/2011 | FC Atlas                   | Meksyk | Segunda División | 10    | 6      |
| 2010/2011 | Club Atlas                 | Meksyk | Liga MX          | 2     | 1      |
| 2011/2012 | Club Atlas                 | Meksyk | Liga MX          | 28    | 3      |
| 2012/2013 | Club Atlas                 | Meksyk | Liga MX          | 15    | 3      |
| 2013/2014 | Club Atlas                 | Meksyk | Liga MX          | 18    | 1      |
| 2014/2015 | Club Atlas                 | Meksyk | Liga MX          | 1     | 0      |
| 2014/2015 | Universidad de Guadalajara | Meksyk | Liga MX          | 10    | 0      |
| 2015/2016 | Club Necaxa                | Meksyk | Ascenso MX       | 38    | 14     |
| 2016/2017 | Club Atlas                 | Meksyk | Liga MX          |       |        |